# Viștea Mare

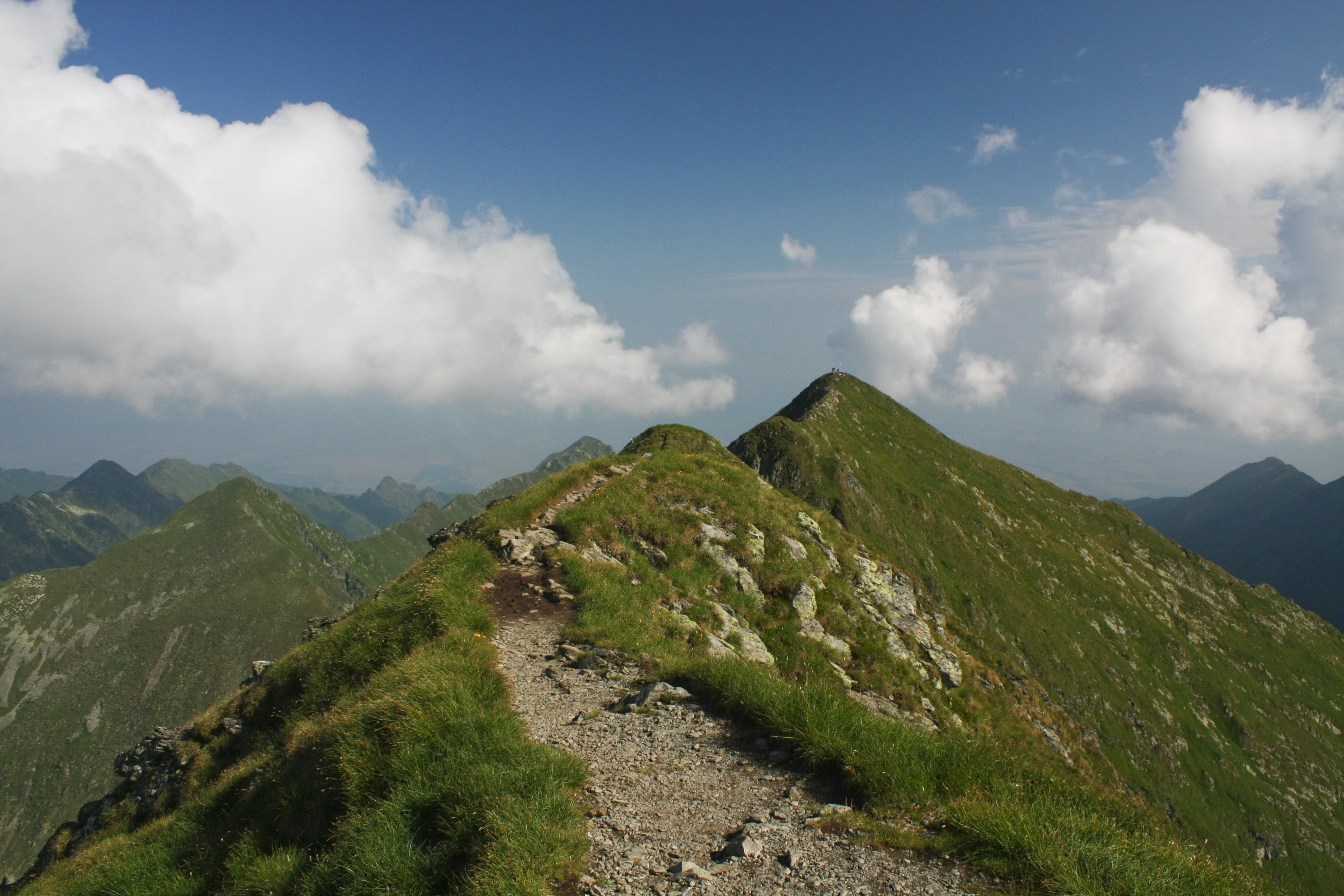
Viștea Mare z vrcholu Moldoveanu

Viștea Mare nebo také Vârful Viștea Mare je hora v Rumunském pohoří Fagaraš (rumunsky: Munții Făgărașului). Její vrchol leží v nadmořské výšce 2527 m a je tak třetí nejvyšší horou tohoto pohoří po blízké Moldoveanu a Negoiu. Je přístupná po strmé cestě ze západu od jezera Podragu a z východu od bivaku Porțita Viștei.